# États du Velay
Les États de Velay étaient dans l'Ancien Régime une assemblée d'états réunissant les trois ordres (clergé, noblesse et tiers état) du Velay. 
Durant le Moyen Âge, de nombreuses régions ont vu la création d'assemblées regroupant de façon périodique et variable les 3 corps sociaux : la noblesse, les ecclésiastiques et le reste de la population. Ces assemblées avaient pour but premier le vote et le calcul des impôts, mais elles ont pris selon les cas d'autres attributions concernant l'organisation de la région.
Ils étaient qualifiés de « petits états » ou d'« états particuliers » parce qu'ils représentaient un pays lui-même muni d'états, le Languedoc. 
Ils comptent dans leur rang l'évêque, le baron, les consuls des villes qui ont le droit de siéger au sein des états particuliers et quelques autres personnes. 
Les États de Velay intervenaient surtout pour la répartition de la taille et déléguaient des représentants aux États de Languedoc. 
Les états se sont réunis jusqu'à la Révolution française, époque à laquelle ils ont été supprimés au profit d'une nouvelle organisation départementale. 